# Io (Francesco Sarcina)
Io è il primo album in studio del cantautore italiano Francesco Sarcina, pubblicato il 20 febbraio 2014.

## Descrizione
I brani sono tutti scritti e composti dallo stesso Sarcina, eccetto il primo singolo Tutta la notte, per il quale si è servito della collaborazione di Roberto Vernetti e Michele Clivati in merito alle musiche.
La pubblicazione dell'album venne anticipata dall'uscita di due singoli, Tutta la notte e Odio le stelle e il lancio sul mercato avvenne in concomitanza della partecipazione di Sarcina al sessantaquattresimo Festival di Sanremo con i brani Nel tuo sorriso e In questa città. In seguito furono estratti dall'album altri due singoli, Pagine e Giada e le mille esperienze.

## Tracce
Testi e musiche di Francesco Sarcina, eccetto dove indicato.
1. Accanto a te – 3:44
2. Tutta la notte – 3:11 (musica: Roberto Vernetti, Michele Clivati, Francesco Sarcina)
3. Odio le stelle – 3:59
4. In questa città – 4:08
5. Violentasogni – 3:39
6. Giada e le mille esperienze – 3:52
7. Nel tuo sorriso – 3:58
8. Falso in falsetto – 3:15
9. Distratta e cinica – 4:29
10. Pagine – 5:13